# 信佳國際
信佳國際集團有限公司，簡稱信佳國際集團，以及信佳國際（英語：SUGA INTERNATIONAL HOLDINGS LIMITED，港交所：0912），在1991年由吳自豪（主席及總裁）創立，名為「信佳電子有限公司」。
而主要業務則在國內和全球研发、制造和销售电子产品，根據招股書資料，招股價為1港元，發行股份為50,000,000萬股，而集資額為50,000,000港元，股份則在2002年9月18日於香港交易所主板上市。
總部位於香港九龙九龙湾宏光道1号亿京中心B座22楼。
2019年，受中美貿易戰影響，集團將產品的重要生產步驟遷移到越南廠房，以避免加徵關稅。

## 連結
- Suga.com.hk （页面存档备份，存于）